# 獅子王たちの夏
『獅子王たちの夏』（ししおうたちのなつ）は、1991年1月12日公開の日本映画。高橋伴明監督作品。哀川翔・的場浩司のダブル主演。107分。

## 概要
獅子座生まれの2人のヤクザの生きざまを描いたもの。
脚本家・俳優の金子正次が、監督の高橋伴明からの依頼で書いたシナリオであり、金子の死後実現した企画である。高橋伴明によって映画化の準備が進められていると最初に報道されたのは1984年の夏だった。
映画化においては西岡琢也がリライトしており、舞台を原作の京都から首都圏に変更している。

## キャスト
- 関東坂上一家 村井組組員 松永勝：哀川翔
- 川田組 大日本極真会組員 古田修：的場浩司
- 亀井智子：香坂みゆき
- 関東坂上一家 村井組組員 荒川真吾：そのまんま東
- 関東坂上一家 村井組組員 金本雄二：風見しんご
- 川田組 大日本極真会組員 若井哲男(修の兄貴分)：中西良太
- 川田組 大日本極真会会長 橋本正輝：白竜
- 関東坂上一家 村井組組長 村井与一：田中明夫
- 関東坂上一家 村井組組員 立花精一：菅田俊
- 川田組組長 川田武広：藤原喜明
- 川田組組員 秦源明：吉澤健
- 関東坂上一家 榊原善吉：誠直也
- 古田光子(古田修の妻)：七瀬なつみ
- 古田洗輔(古田修の子供)：森田洸輔
- 矢代吾郎(K's BAR)：布川敏和 ※友情出演
- 関東坂上一家総長 坂上一道：岡田英次
- 苦情を言う主婦：高橋惠子 ※特別出演
- テレビ局報道部記者：国生さゆり ※友情出演
- 市川美佐緒：仙道敦子 ※友情出演
- 旅館の眼鏡の主任：下元史朗
- 釣具店のオヤジ：ベンガル
- 女医の歯科医：真木洋子
- 質屋のオヤジ：原田芳雄 ※特別出演
- ソフトを買う助教授：寺田農
- 関東坂上一家：坂田祥一郎
- 関東坂上一家：岩城正剛
- 警官：中野英雄
- 刑事(取調室)：春海四方
- 刑事(取調室)：小木茂光
- 刑事(取調室)：西村香景
- 椎谷建治
- 城春樹
- 組員：鈴木隆二郎
- 男：陣内孝則 ※特別出演

## スタッフ
- 監督：高橋伴明
- 製作：元村武、大谷晴通
- 企画：翁長孝雄
- 監修：野村秋介
- プロデューサー:見留多佳城、青島武
- 脚本：金子正次、西岡琢也
- 音楽：YONO
- 撮影：三好和宏
- 照明：吉角荘介
- 録音：福田伸
- 美術：丸尾知行
- 装飾：安田彰一
- 編集：菊池純一
- 助監督：田胡直道
- 監督助手：上野俊哉、尾山宏伸、池田紀之
- 衣裳：江橋綾子
- 音響効果：福島行朗（福島音響）
- 刺青・ガンアドバイザー：栩野幸知
- スタント：プロジェクトプロ
- 現像：東映化学
- スタジオ:東映東京撮影所
- 主題歌：「夢の向こうに」（作詞・作曲：上田正樹　唄：YONO）
- 製作協力：ブロウアップ
- 製作：Gカンパニー、東亜興行
- 配給：東映

## 作品の評価

### 興行成績
当初1991年2月公開を予定ていたが、東映の都合で封切日が急遽繰り上がり、宣伝が追いつかぬまま、興行は不振に終わった。

## VHS / DVD
- VHS『獅子王たちの夏』（1991年8月23日 発売：東北新社 販売：東映）モノラル ハイファイ ビスタサイズ
- DVD『獅子王たちの夏(ニューテレシネ・デジタルリマスター版)』（2011年5月27日 発売：G・カンパニー 販売：オデッサ・エンタテインメント）